# Hiroshi Watari
Hiroshi Watari (渡 洋史, Watari Hiroshi, Niigata, 20 de março de 1963) é um ator, cantor, dublê e coreógrafo japonês consagrado em séries tokusatsu.
Começou sua carreira como dublê em 1980, interpretando personagens de séries caracterizados e realizando "stunts" em cenas de ação. Em 1982, com apenas 19 anos, foi selecionado para viver o protagonista Den Iga na série Sharivan. A produção foi um sucesso instantâneo, lançando Watari para a fama e sucesso no ramo dos heróis japoneses. Após diversas aparições em produções do gênero (devido ao seu carisma frente ao público japonês), mais uma vez foi escolhido para viver o protagonista de uma série Metal Hero, Spielvan. Posteriormente, o ator continua participando de seriados e filmes do gênero, seja atuando ou elaborando coreografias de ação. É tido hoje, pelos fãs de tokusatsu, como um dos maiores atores e dublês da história do tokusatsu internacional, juntamente com nomes como Kenji Ohba, Junichi Haruta e Toshimichi Takahashi.
Esteve em duas ocasiões no Brasil. A primeira foi no Anime Friends de 2003, aonde veio junto de Akira Kushida e Hironobu Kageyama, e a segunda vez no Ressaca Friends de 2004, aonde veio junto com Takumi Tsuitsui, que interpretou Toha Yamashi/Jiraya.
No Brasil foi dublado pelos já falecidos Carlos Laranjeira e Ézio Ramos em Jaspion e Spielvan, respectivamente, por Élcio Sodré em Sharivan e por Ricardo Pettine em sua participação em Metalder.
Em 2015, veio ao Brasil para filmar o videoclipe de "On the Rocks", do brasileiro Ricardo Cruz.

## Lista de trabalhos
- Den Iga/Sharivan em Policial do Espaço Gyaban (participação especial) (1982)
- Den Iga/Sharivan na série homônima (1983)
- Boomerman em Jaspion (1985)
- Kenji Sony/Spielvan na série homônima (1986)
- Participação nos episódios 25 e 26 de Metalder (1987)
- Varn, nos episódios 1 e 2 de Wecker (2001)
- Zebraman (2003)
- Takaoka Kando em Boukenger (2006)
- Varn em Wecker Signa (2007)
- Professor nos episódios 7 e 8 de Kamen Rider Double (2009)
- Den Iga em Sharivan Next Generation (2014)